# جمال الفيشاوي
جمال الفيشاوي هو ممثل مصري.

## مسيرته
بدأ مجاله التمثيلي في منتصف الثمانيات الميلادية وكان أدوارا ثانوية وقد ادى ادوار الطبيب والضابط في التلفزيون 

## أعماله[2]
- عين الحياة عرض سنة 2019
- رحلة حزب الشوبكشي عرض سنة 2018
- الجماعة ج2 عرض سنة 2017
- الإمام الشافعي عرض سنة 2007
- عين الحياة عرض سنة 2019
- تعالوا نكتب قصة عرض سنة 2004
- أمام بعد عرض سنة 2002
- العائلة والناس عرض سنة 2000
- الفتح المبين عرض سنة 2000
- المحاربون عرض سنة 2000
- أوان الورد عرض سنة 2000
- عندما تثور النساء عرض سنة 2000
- الليث بت سعد عرض سنة 2000
- شيكورونة عرض سنة 1999
- جناب الست رضا عرض سنة 1998
- عمو فؤاد رجل أعمال عرض سنة 1998
- الخط الساخن عرض سنة 1997
- ذو النون المصري عرض سنة 1997
- عباسية واحد عرض سنة 1997
- فرط الرمان عرض سنة 1997
- مشاهير الدلتا عرض سنة 1997
- هارون الرشيد عرض سنة 1997
- أحلام فستق عرض سنة 1996
- الحفار عرض سنة 1996
- أمواج لاتصل إلى الشاطئ عرض سنة 1996
- أولاد حضرة الناظر عرض سنة 1996
- حواء والتفاحة عرض سنة 1996
- رابعة تعود عرض سنة 1996
- عندما تتحرك الجبال عرض سنة 1996